# Национална хокейна лига
Националната хокейна лига на САЩ и Канада известна най-вече с абревиатурата  НХЛ (National Hockey League NHL (ен ейч ел)). НХЛ е професионална спортна организация съставена от отбори от САЩ и Канада – където е известна с френското си име LNH (Ligue nationale de hockey). „НХЛ“ е една от най-големите спортни лиги в Северна Америка.

## История
Националната хокейна лига е основана през 1917 година в Монреал, Канада. След серии от диспути в канадската национална хокейна асоциация (NHA) между Едуард Дж. Ливингстоун – собственик на Торонто Блушъртс (сините фланелки), и собствениците на другите отбори. Собствениците се срещат в хотел Уиндсор в Монреал да обсъдят бъдещето на асоциацията. Ливингстоун не присъства на срещата поради заболяване и е бил неприятно изненадан от решението на собствениците на другите отбори за освобождаването му и отбора на Торонто от канадската хокейна асоциация. Последвалите обсъждания водят до създаване на националната хокейна лига (НХЛ). Преименуваният отбор на Торонто, вече „Аренас“, е тимът основател заедно с отборите на Монреал Канейдиънс (канадците), Монреал Уондърърс (чудесните), Отава Сенатърс (сенаторите) и Квебек Булдогс (булдоците).
НХЛ претърпява труден първи сезон след ранното напускане на Квебек Булдогс. На 2 януари 1918 година Уестмаунт Арена, дом на Монреал Уондърърс и Монреал Канейдиънс е опожарен. Монреал Уондъдърс претърпяват финансов крах. Без „Булдогс“ и „Уондърърс“ НХЛ остава само с три отбора не само до края на сезона, но и през целия втори сезон.
Въпреки неистовата борба да просъществува през първото десетилетие, отборите от националната хокейна лига бележат сериозни постижения – за 9 години печелят 7 пъти купа Стенли. Лигата е преустановена за известен период заради испанския грип. През 1926 година заплатите на играчите достигат ниво, което не може да се сравнява, с която и да е било лига в Канада, НХЛ е сама в съревнованието за купа Стенли. Броят на отборите нараства с присъединяването на отбори от САЩ като Бостън Бруинс през 1924/25 година, Ню Йорк Американс и Питсбърг Пайрътс през 1925/26 година и Монреал Канейдиънс, Детройт Кугарс (преименуван на Ред Уингс) и Чикаго Блекхоукс през сезон 1926/27. Допълнения са направени с отборите на Монреал Маруун и Хамилтон Тайгърс. В края на сезон 1930/31 в НХЛ има 10 отбора. Но голямата рецесия взима своите жертви: Ню Йорк Американс, Питсбърг Пайрътс и Отава Сенатърс напускат лигата по финансови причини. С тези промени и втората световна война, броят на отборите през 25-ия сезон е шест. Тези останали отбори са известни като „оригиналните шест“. Това са отборите на Ню Йорк Рейнджърс, Монреал Канейдиънс, Чикаго Блекхоукс, Торонто Мейпъл Лийвс, Детройт Ред Уингс и Бостън Бруинс.

### Експанзия от 1967 до наши дни
Със създаването на „Западната хокейна лига“, за която се е смятало, че ще се превърне в професионална лига и ще се състезава за купа Стенли, отказва възможността за сливане с НХЛ през сезон 1967/68. По този начин предотвратяват първата експанзия след 20-те. Шест нови отбора са добавени в списъка на НХЛ и поставени в изцяло новосъздадена дивизия. Това са Филаделфия Флайърс, Сейнт Луис Блус, Минесота Норт Старс, Лос Анджелис Кингс, Оукланд Сийлс и Питсбърг Пенгуинс. Три години по-късно са добавени отборите на Ванкувър Канъкс и Бъфало Сейбърс.
През 1972 година е създадена световната хокейна асоциация(СХА). Макар да не взима участие в съревнованието за купа Стенли нейния статус на сериозен съперник на НХЛ е бил безспорен. В отговор на това НХЛ решава да прибърза с разширяването и приема същата година Ню Йорк Айлендърс и Атланта Флеймс заедно с Канзас Сити Скаутс и Вашингтон Кепиталс две години по-късно. Разпределянето на младите таланти причинява проблеми в качеството на играта. Двете лиги са се борили за играчи до разпадането на СХА през 1979 година. Четири от останалите шест отбора се сливат с НХЛ: Хартфорт Уейлър (китоловците), Квебек Нордик (северняците), Едмънтън Ойлърс и Уинипег Джетс. От 1997 година Едмънтън Ойлърс са последния тим, който продължава да играе в НХЛ от световната хокейна асоциация.
В началото на 90-те експанзията продължава с пет нови отбора. Сан Хосе Шаркс дебютират през 1991, сезон по-късно се присъединяват Отава Сенатърс и Тампа Бей Лайтнинг. През 1993 година са добавени тимовете на Анахайм Майти Дъкс и Флорида Пентърс. С наближаването на новото хилядолетие броят от 30 отбора е завършен с прибавянето на нови 4 тима: Нашвил Предатърс (1998), Атланта Трашърс (1999), Минесота Уайлд (2000) и Колумбус Блу Джакетс (2000). Последната експанзия на лигата се осъществява през 2017 година с добавянето на Лас Вегас Голдън Найтс и промяна във формата на дивизиите и намалянето им от 3 на 2, с включване на 8 отбора във всяка дивизия (Метрополитън и Атлантическата) на Източната конференция и 8 отбора в Тихоокеанската и 7 отбора в Централната дивизия на Западната конференция.

## Конференции и дивизии
Националната хокейна лига е разделена на 2 конференции (Източна и Западна), всяка от тях има по 2 дивизии. В редовния сезон всеки отбор изиграва 82 мача – 41 като домакини и 41 като гости. От тях 32 двубоя са срещу тимове от тяхната дивизия (по 8 срещу всички 4 отбора), 40 срещу отбори от друга дивизия, но същата конференция и 10 мача с отбори от другата дивизия – по 1 мач срещу всеки отбор от 2 дивизии (от общо 3 дивизии). Тези две дивизии се сменят всяка година. На края на редовния сезон победителите от всяка дивизия задно с останалите 5 отбора с най-добри показатели от всяка конференция се класират за плейофите. В директната елиминация отборите от източната и западна конференция играят поотделно, като победителите от всяка конференция се срещат на финала за купа Стенли.

### Отбори
Националната хокейна лига стартира с 5 отбора през 1917 година, чрез разшряване, намаляване и преместване на отборите, броят им днешни дни е тридесет, 23 от които са от САЩ и 7 от Канада. Монреал Канейдиънс са най-успешният отбор с 24 купи Стенли. В четирите северноамерикански професионални лиги само Ню Йорк Янкис имат повече титли в професионалната бейзболна лига. Втори по успехи в НХЛ е отборът на Торонто Мейпъл Лийвс с 13 титли, но не са печелили купа Стенли от 1967 година. Детройт Ред Уингс са най-успешният американски отбор. Най-дългата серия от спечелени купи Стенли са Монреал Канейдиънс с 5 поредни от 1955/56 до 1959/60; Ню Йорк Айлендърс и отново Монреал Канейдиънс имат по 4 титли поред.

### Източнаконференция
| Атлантическа дивизия                   | Метрополитън дивизия              |
| Бостън Бруинс                          | Ню Джърси Девилс (дяволите)       |
| Бъфало Сейбърс (сабите)                | Ню Йорк Айлендърс (островитяните) |
| Детройт Ред Уингс                      | Каролина Хърикейнс                |
| Флорида Пантърс                        | Кълъмбъс Блу Джакетс              |
| Монреал Канейдиънс (канадците)         | Ню Йорк Рейнджърс (рейнджърите)   |
| Отава Сенатърс (сенаторите)            | Филаделфия Флайърс (летящите)     |
| Тампа Бей Лайтнинг                     | Вашингтон Кепитълс                |
| Торонто Мейпъл Лийвс (кленовите листа) | Питсбърг Пенгуинс (пингвините)    |
| -------------------------------------- | --------------------------------- |

### Западна конференция
| Тихоокеанска дивизия                | Централна дивизия                  |
| Аризона Койотис                     | Чикаго Блекхоукс (черните ястреби) |
| Анахайм Дъкс                        | Колорадо Авеланч                   |
| Калгари Флеймс                      | Минесота Уайлд                     |
| Едмънтън Ойлърс                     | Далас Старс                        |
| Лос Анжелис Кингс                   | Уинипег Джетс                      |
| Сан Хосе Шаркс                      | Нашвил Предатърс (хищниците)       |
| Ванкувър Канъкс (френските канадци) | Сейнт Луис Блус (блусарите)        |
| Вегас Голдън Найтс                  |                                    |
| ----------------------------------- | ---------------------------------- |

## Забележими играчи
Най-известните играчи в историята на НХЛ са Горди Хоу, Боби Ор, Морис „Ракетата“ Ричард, Жан Беливу, Хауи Моренц, Дъг Харви, Гилберт Пераулт, Жак Плант, Еди Шор, Тери Саучук и Боби Хъл. В днешни дни Валентин Георгиев,Уейн Грецки, Марио Лемьо, Стийв Айзерман, Брет Хъл, Марк Месие, Мартин Бродюр, Джо Сакич и Патрик Роа са сред най-награждаваните играчи.
Топ 5 по точки през сезон 2005/06 са Джо Торнтън, Яромир Ягър, Александър Овечкин, Даниел Алфредсън и Дани Хийтли. Топреализатор беше Джонатан Чичу. Тримата най-резултатни защитници бяха Никлас Линдстром, Сергей Зубов и Брайън МакКейб, а тримата топ вратари (по победи) бяха Мартин Бродюр, Мика Кипрусоф и Марти Турко. И съревнованието на двамата новаци Александър Овечкин и Сидни Крозби привлече много внимание през този сезон.
Като прибавка на канадските и американските хокеисти, които са главната част от историческите играчи на НХЛ, лигата привлича и играчи от целия свят. След падането на комунизма през 90-те години в източна Европа и образувалите се нови държави не забраняваха свободното преминаване на играчите. Така се увеличи значително броя на европейските играчи в НХЛ. Нови европейски играчи подписаха за отбори от лигата с цел да се привлекат по-добри играчи в нападение. Европейският стил на игра беше възприет в НХЛ. Лигата доброволно започна да прекъсва сезона си за да могат играчите да представят страните си на олимпийските игри. В НХЛ играят хокеисти от 18 държави, като представителите на Канада са най-много.

## НХЛ: една интернационална лига
НХЛ е горда с играчите си от целия свят. От 90-те лигата реши да промени начина си на промотиране в Европа. Тя все още продължава да рекламира в медиите. От 1998 година НХЛ доброволно прекратява първенството за да могат играчите да вземат участие на олимпийски игри и световни първенства. Лигата заплаши, че след зимните олимпийските игри през 2010 година, ще спре участието на играчите си, но е почти сигурно, че ще се стигне до консенсус и играчите от най-добрата лига ще могат да участват на олимпиади и световни първенства. Лигата винаги е имала засилено присъствие на канадци, но през последните 25 години процента им намалява постепенно, отстъпвайки място на американски и европейски хокеисти.
| Проценти | Страна    | Брой играчи | Отбор с най-много        |
| -------- | --------- | ----------- | ------------------------ |
| 53,1     | Канада    | 389         | Калгари Флеймс – 71%     |
| 18,3     | САЩ       | 134         | Ню Джърси Девилс – 52%   |
| 6,8      | Чехия     | 50          | Ню Йорк Рейнджърс – 29%  |
| 5,7      | Швеция    | 42          | Детройт Ред Уингс – 28%  |
| 4,4      | Финландия | 32          | Далас Старс – 30%        |
| 4,2      | Русия     | 31          | Монреал Канейдиънс – 15% |
| 3,1      | Словакия  | 23          |                          |
| 1,0      | Германия  | 7           |                          |
| 1,0      | Украйна   | 7           |                          |

## Правила
Въпреки че правилата в националната хокейна асоциация следват главно правилата на хокея на лед, се различават незначително от тези използвани в международните мачове организирани от международната хокейна федерация.

### Игрово време
Всеки мач е с продължителност 60 минути – 3 части от по 20 минути. Между всяка част има 15 минути почивка. По време на прекъсванията на играта, отборите имат по 25 секунди за смени с изключение на прекъсванията за телевизионни реклами. Рекламните прекъсванията са дълги 2 минути и по 3 във всяка част: продължителността на прекъсванията на период са около 6, 10 и 14 минути, стига да няма пауър плей или отбелязани голове.
Всеки отбор може да вземе 30 секунди прекъсване (таймаут), което може да бъде взето само по време на нормално спиране на играта.

### Хокейна площадка
Хокейната площадка има формата на правоъгълник със заоблени ъгли и е оградена от стена. Червената линия разделя площадката на две половини. Тя се използва за отсъждането на „айсинг“. Има още и две сини линии, които разделят полето на третини и зони. В края на всяка площадка има и „тънка червена линия“. По нея се отсъждат головете и айсинг нарушенията.
От тази година има една новост вследствие на проба в по-долна хокейна лига – има трапецовидно поле зад вратата. Вратарят може да играе с шайбата само в трапеца или пред вратата. Ако докосне шайбата зад вратата и не е в трапеца се отсъжда двуминутно наказание за забавяне на играта.

### Гол и победа
Един гол е отбелязан, когато шайбата премине гол линията и влезе във вратата. Отборът с повече голове в края на 60 минутния мач печели. Ако резултата е равен се играе 5 минути продължение по правилата на внезапната смърт при 4 – 4 играча, където първия тим отбелязал гол печели мача. Ако в допълнителното време не се отбележи гол, мача се решава с наказателни удари. По трима играча от всеки отбор изпълняват по един наказателен удар. Отборът отбелязал повече е победител. Ако и след това резултатът е пак равен изпълнението на наказателни удари продължава по правилата на внезапната смърт.

### Засада
В хокея на лед засада (офсайд) се отсъжда, когато играч от атакуващия отбор навлезе в атакуващата зона, с други думи премине синята линия, преди шайбата. Когато бъде отсъдена засада, реферът прекъсва играта и я подновява с була в централната зона.
НХЛ премахна през 2006 нарушението „офсайд пас“ или „пас между двете линии“, което се отсъждаше при подаване от защитната зона преминаващо червената линия.

### Айсинг
Айсинг се отсъжда, когато играч изстреля шайбата през червената линия и „тънката червена линия (гол линията)“ без да уцели вратата. Когато има айсинг, съдията спира играта. Играта се подновява с була в защитната зона на отбора предизвикал нарушението. При игра с числено намален състав вследствие на наказание отборът с по-малко играчи не се наказва за изчистване на шайбата. Ако вратарят докосне шайбата, айсинг не се свири.
Според нововъведение в правилата през сезон 2004/05, ако отбор изчисти шайбата при числено равенство на играчите (5 на 5), на него не му се разрешава да извършва смени по време на прекъсването за булата.

### Наказания
Наказание се отсъжда за неподходящо поведение. По време на наказанието наказаният играч се изпраща на наказателната скамейка. Ситуацията при игра с числено превъзходство се нарича „пауър плей“, а при игра с по-малко играчи се нарича „шортхендет“.

## Трофеи и награди
Националната хокейна лига дава определен брой награди; отборни и индивидуални.

### Отборни трофеи
- Купа Стенли -- шампион в директните елиминации (плейофите).
- Купа Кларънс С. Кембъл -- шампион от плейофите в западната конференция.
- Трофей на принца на Уелс -- шампион от плейофите в източната конференция.
- Президентския трофей (от 1986 – до днес) – Най-добър отбор през сезона.
- Трофеят О'Брайън се е давал до сезон 1949/50.

### Индивидуални трофеи
- „Арт“ Рос мемориален трофей (от 1948 – до днес) -- за най-много отбелязани голове през редовния сезон
- Бил Мастертон мемориален трофей (от 1968 – до днес) -- за постоянство и спортсменство
- Калдър мемориален трофей (от 1933 – до днес) -- за новобранец на годината
- Трофей Кон Смит (от 1965 – до днес) -- за най-полезен играч по време на плейофите
- Трофей Франк Зелке (от 1978 – до днес) -- за най-добър нападател в защита
- Харт мемориален трофей (от 1924 – до днес) -- за най-полезен играч по време на редовния сезон
- Награда Джак Адъмс (от 1974 – до днес) -- за треньор на годината
- Джеймс Морис мемориален трофей (от 1954 – до днес)-- за най-изтъкнат защитник
- Кинг Кланси мемориален трофей (от 1988 – до днес) -- за ръководене и хуманитарно съдействие
- Лейди Бинг мемориален трофей (от 1925 – до днес) -- за играч с най-голям талант и спортсменство
- Лестър Б. Пърсън (от 1971 – до днес) -- за най-постоянен играч избран от голмайсторите от редовния сезон
- Трофей Морис „рекетата“ Ричард (от 1999 – до днес) -- за играча с най-много отбелязани голове през редовния сезон
- НХЛ награда плюс/минус (от1968 – до днес) -- за най-висок статистически показател при плюс/минус (това се изчислява при головете отбелязани по време на игра на всеки играч – играчът получава „+1“ при гол на неговия отбор и „-1“ при гол на противниковия отбор)
- Награда Роджър Грозиер „сейвинг Грейс“ (от2000 – до днес) -- за вратар с най-добър коефициент при спасяванията
- Везина Трофи (от1927 – до днес) -- с гласуване за най-добър вратар
- Трофей Уилиам М. Дженингс (от 1982 – до днес) -- вратарят от отбора с най-малко допуснати голове
- Трофеят Лестър Патрик се дава от НХЛ от 1966 година в за принос в хокея в САЩ

Три години след прекратяване на кариерата, на играчите се дава възможност да бъдат избрани за хокейната зала на славата. В миналото, ако играчът се е смятал за изключително добър този период не се е спазвал. На само 10 играчи е оказана тази чест. През 1999 година Уейн Гретцки стана последния играч, на който бе премахнат този период. След този случай от НХЛ обявиха, че това ще е последното изключение.